# The Gift of Music
The Gift of Music è un singolo del gruppo musicale Dream Theater, pubblicato il 4 dicembre 2015 come primo estratto dal tredicesimo album in studio The Astonishing.

## Descrizione
Terzo brano tratto dal doppio concept album del gruppo, The Gift of Music è stato reso disponibile per l'ascolto in anteprima attraverso il sito della rivista Rolling Stone il 3 dicembre 2015.

## Video musicale
Il videoclip è stato pubblicato il 5 febbraio 2016 attraverso il canale YouTube del gruppo e alterna scene del gruppo intento a eseguire il brano all'interno di una stanza con altre in cui vengono rappresentati i luoghi descritti nell'album.

## Tracce
1. The Gift of Music – 4:07

## Formazione
Gruppo
- James LaBrie – voce
- John Petrucci – chitarra
- John Myung – basso
- Jordan Rudess – tastiera, direzione creativa arrangiamenti corali ed orchestrali
- Mike Mangini – batteria

Altri musicisti
- David Campbell – arrangiamento orchestra e coro
- FILMharmonic Orchestra – orchestra
- Pueri Cantores – coro di bambini
- Millennium Choir – coro classico
- Fred Martin and the Levite Camp – coro gospel

Produzione
- John Petrucci – produzione
- Richard Chycki – registrazione, missaggio
- James "Jimmy T" Meslin – assistenza tecnica
- Dave Rowland, Jason Staniulis – assistenza missaggio
- Ted Jensen – mastering